# Sixième circonscription de l'Hérault

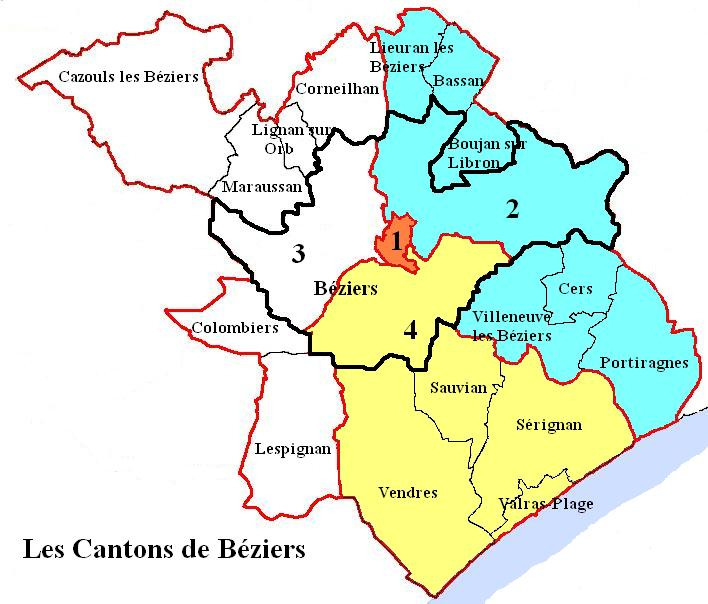
Les communes de la circonscription

La sixième circonscription de l'Hérault est l'une des 9 circonscriptions législatives françaises que compte le département de l'Hérault (34) situé en région Occitanie.

## Description géographique et démographique
La sixième circonscription de l'Hérault est délimitée par le découpage électoral de la loi n°86-1197 du 24 novembre 1986
, elle regroupe les divisions administratives suivantes :
- canton de Béziers-1
- canton de Béziers-2
- canton de Béziers-3
- canton de Béziers-4.

Après le redécoupage des cantons de 2014, la Sixième circonscription englobe la grande partie des cantons Béziers-1 et Béziers-3, une partie du canton de Cazouls-lès-Béziers, le canton de Béziers-2 et la commune de Portiragnes (canton d'Agde). 
D'après le recensement général de la population en 2022, réalisé par l'Institut national de la statistique et des études économiques (INSEE), la population totale de cette circonscription est estimée à 140134 habitants,.

| Nom                    | Code Insee | Intercommunalité        | Superficie (km2) | Population (dernière pop. légale) | Densité (hab./km2) |
| ---------------------- | ---------- | ----------------------- | ---------------- | --------------------------------- | ------------------ |
| Bassan                 | 34025      | CA Béziers Méditerranée | 6,79             | 2 353 (2022)                      | 347                |
| Béziers                | 34032      | CA Béziers Méditerranée | 95,48            | 80 815 (2022)                     | 846                |
| Boujan-sur-Libron      | 34037      | CA Béziers Méditerranée | 7,02             | 3 536 (2022)                      | 504                |
| Cazouls-lès-Béziers    | 34069      | CC la Domitienne        | 38,46            | 5 185 (2022)                      | 135                |
| Cers                   | 34073      | CA Béziers Méditerranée | 7,85             | 2 523 (2022)                      | 321                |
| Colombiers             | 34081      | CC la Domitienne        | 10,14            | 2 755 (2022)                      | 272                |
| Corneilhan             | 34084      | CA Béziers Méditerranée | 14,23            | 1 632 (2022)                      | 115                |
| Lespignan              | 34135      | CC la Domitienne        | 22,92            | 3 355 (2022)                      | 146                |
| Lieuran-lès-Béziers    | 34139      | CA Béziers Méditerranée | 8,51             | 1 483 (2022)                      | 174                |
| Lignan-sur-Orb         | 34140      | CA Béziers Méditerranée | 3,41             | 3 227 (2022)                      | 946                |
| Maraussan              | 34148      | CC la Domitienne        | 12,37            | 4 693 (2022)                      | 379                |
| Portiragnes            | 34209      | CA Hérault Méditerranée | 20,16            | 3 388 (2022)                      | 168                |
| Sauvian                | 34298      | CA Béziers Méditerranée | 13,07            | 5 498 (2022)                      | 421                |
| Sérignan               | 34299      | CA Béziers Méditerranée | 27,45            | 8 437 (2022)                      | 307                |
| Valras-Plage           | 34324      | CA Béziers Méditerranée | 2,35             | 4 300 (2022)                      | 1 830              |
| Vendres                | 34329      | CC la Domitienne        | 37,8             | 2 671 (2022)                      | 71                 |
| Villeneuve-lès-Béziers | 34336      | CA Béziers Méditerranée | 17,31            | 4 283 (2022)                      | 247                |

## Historique des députations
| Législature | Début de mandat | Fin de mandat  | Député                        | Parti politique | Observations |
| ----------- | --------------- | -------------- | ----------------------------- | --------------- | --- |
| IXe         | 23 juin 1988    | 1er avril 1993 | Alain Barrau                  | PS              | Maire de Béziers |
| Xe          | 2 avril 1993    | 21 avril 1997  | Raymond Couderc,              | UDF,            | Maire de Béziers Mandat écourté à la suite d'une dissolution parlementaire décidée par Jacques Chirac.               |
| XIe         | 12 juin 1997    | 18 juin 2002   | Alain Barrau,                 | PS,             | Conseiller municipal de Béziers                                                                                      |
| XIIe        | 19 juin 2002    | 19 juin 2007   | Paul-Henri Cugnenc,           | UMP,            | Adjoint au maire de Béziers                                                                                          |
| XIIIe       | 20 juin 2007    | 19 juin 2012   | Paul-Henri Cugnenc Élie Aboud | UMP             | Décès le 3 juillet 2007. Remplacé le 4 juillet 2007 par son suppléant Élie Aboud.                                    |
| XIVe        | 20 juin 2012    | 20 juin 2017   | Dolorès Roqué Élie Aboud      | PS UMP          | Conseillère municipale de Béziers Adjoint au Maire de Béziers, Élu lors d'une élection partielle le 16 décembre 2012 |
| XVe         | 21 juin 2017    | 21 juin 2022   | Emmanuelle Ménard             | FN              | |
| XVIe        | 22 juin 2022    | 9 juin 2024    | Emmanuelle Ménard             | DVD             | Mandat écourté à la suite d'une dissolution parlementaire décidée par Emmanuel Macron.                               |
| XVIIe       | 8 juillet 2024  | En cours       | Julien Gabarron               | RN              | |

## Historique des élections
Voici la liste des résultats des élections législatives dans la circonscription depuis le découpage électoral de 1986 : 

### Élections de 1988
| Candidat       | Candidat                   | Parti          | Premier tour | Premier tour | Second tour | Second tour |  |
| Candidat       | Candidat                   | Parti          | Voix         | %            | Voix        | %           |  |
| -------------- | -------------------------- | -------------- | ------------ | ------------ | ----------- | ----------- |  |
|                | Alain Barrau sortant réélu | PS             | 16 455       | 33,99        | 28 584      | 53,63       |  |
|                | Georges Fontès sortant     | RPR (URC)      | 16 019       | 33,09        | 24 714      | 46,37       |  |
|                | Guy Bousquet               | PCF            | 7 618        | 15,74        |             |             |  |
|                | André Troise               | FN             | 6 380        | 13,18        |             |             |  |
|                | Jean-Paul Jorge            | Divers droite  | 1 636        | 3,38         |             |             |  |
|                | Louis Peyre                | Extrême droite | 300          | 0,62         |             |             |  |
|                |                            |                |              |              |             |             |  |
| Inscrits       | Inscrits                   | Inscrits       | 76 232       | 100,00       | 76 227      | 100,00      |  |
| Abstentions    | Abstentions                | Abstentions    | 26 778       | 35,13        | 21 109      | 27,69       |  |
| Votants        | Votants                    | Votants        | 49 454       | 64,87        | 55 118      | 72,31       |  |
| Blancs et nuls | Blancs et nuls             | Blancs et nuls | 1 046        | 2,12         | 1 820       | 3,3         |  |
| Exprimés       | Exprimés                   | Exprimés       | 48 408       | 97,88        | 53 298      | 96,7        |  |

La suppléante d'Alain Barrau était Éliane Bauduin.

### Élections de 1993
| Candidat       | Candidat             | Parti          | Premier tour | Premier tour | Second tour | Second tour |  |
| Candidat       | Candidat             | Parti          | Voix         | %            | Voix        | %           |  |
| -------------- | -------------------- | -------------- | ------------ | ------------ | ----------- | ----------- |  |
|                | Paul-Henri Cugnenc   | RPR            | 10 441       | 20,93        | 15 923      | 42,98       |  |
|                | Raymond Couderc élu  | UDF (PR)       | 10 403       | 20,85        | 21 128      | 57,02       |  |
|                | Alain Barrau sortant | PS (ADFP)      | 8 372        | 16,78        |             |             |  |
|                | Yves Untereiner      | FN             | 7 895        | 15,83        |             |             |  |
|                | Guy Bousquet         | PCF            | 7 136        | 14,3         |             |             |  |
|                | Jean-Paul Coulouma   | GÉ (EÉ)        | 3 846        | 7,71         |             |             |  |
|                | Corinne Raupp        | LT-LNÉ         | 1 288        | 2,58         |             |             |  |
|                | Robert Sanchez       | AP             | 507          | 1,02         |             |             |  |
|                |                      |                |              |              |             |             |  |
| Inscrits       | Inscrits             | Inscrits       | 76 258       | 100,00       | 76 266      | 100,00      |  |
| Abstentions    | Abstentions          | Abstentions    | 23 693       | 31,07        | 29 516      | 38,7        |  |
| Votants        | Votants              | Votants        | 52 565       | 68,93        | 46 750      | 61,3        |  |
| Blancs et nuls | Blancs et nuls       | Blancs et nuls | 2 677        | 5,09         | 9 699       | 20,75       |  |
| Exprimés       | Exprimés             | Exprimés       | 49 888       | 94,91        | 37 051      | 79,25       |  |

Le suppléant de Raymond Couderc était Roger Louis, viticulteur bio.

### Élections de 1997
| Candidat       | Candidat                | Parti             | Premier tour | Premier tour | Second tour | Second tour |  |
| Candidat       | Candidat                | Parti             | Voix         | %            | Voix        | %           |  |
| -------------- | ----------------------- | ----------------- | ------------ | ------------ | ----------- | ----------- |  |
|                | Raymond Couderc sortant | UDF (PR)          | 12 970       | 26,18        | 20 043      | 36,88       |  |
|                | Yves Untereiner         | FN                | 12 487       | 25,2         | 10 646      | 19,59       |  |
|                | Alain Barrau élu        | PS                | 12 141       | 24,51        | 23 652      | 43,53       |  |
|                | Jean-Michel Rumeau      | PCF               | 6 911        | 13,95        |             |             |  |
|                | François Degans         | Divers écologiste | 1 207        | 2,44         |             |             |  |
|                | Jacqueline Quilès       | LDI (MPF)         | 1 103        | 2,23         |             |             |  |
|                | Georges Escartin        | Régionaliste      | 826          | 1,67         |             |             |  |
|                | Jean Riant              | MDC               | 705          | 1,42         |             |             |  |
|                | Colette Mollex          | LCR               | 574          | 1,16         |             |             |  |
|                | Éric Poirier            | US4J              | 455          | 0,92         |             |             |  |
|                | Joëlle Georges          | Extrême droite    | 165          | 0,33         |             |             |  |
|                |                         |                   |              |              |             |             |  |
| Inscrits       | Inscrits                | Inscrits          | 76 929       | 100,00       | 76 929      | 100,00      |  |
| Abstentions    | Abstentions             | Abstentions       | 24 997       | 32,49        | 20 635      | 26,82       |  |
| Votants        | Votants                 | Votants           | 51 932       | 67,51        | 56 294      | 73,18       |  |
| Blancs et nuls | Blancs et nuls          | Blancs et nuls    | 2 388        | 4,6          | 1 953       | 3,47        |  |
| Exprimés       | Exprimés                | Exprimés          | 49 544       | 95,4         | 54 341      | 96,53       |  |

Le suppléant d'Alain Barrau était Raymond Faro, maire de Boujan-sur-Libron.

### Élections de 2002
| Candidat       | Candidat                | Parti             | Premier tour | Premier tour | Second tour | Second tour |  |
| Candidat       | Candidat                | Parti             | Voix         | %            | Voix        | %           |  |
| -------------- | ----------------------- | ----------------- | ------------ | ------------ | ----------- | ----------- |  |
|                | Paul-Henri Cugnenc élu  | UMP               | 15 737       | 31,32        | 20 917      | 42,75       |  |
|                | Alain Barrau sortant    | PS                | 13 499       | 26,87        | 18 986      | 38,8        |  |
|                | Francine Lopez-Commenge | FN                | 10 937       | 21,77        | 9 029       | 18,45       |  |
|                | Aimé Couquet            | PCF               | 3 195        | 6,36         |             |             |  |
|                | Jean-François Corbière  | MPF               | 1 399        | 2,78         |             |             |  |
|                | Sabine Durand           | CPNT              | 1 371        | 2,73         |             |             |  |
|                | Maurice Sarfati         | LCR               | 681          | 1,36         |             |             |  |
|                | André Troise            | Extrême droite    | 627          | 1,25         |             |             |  |
|                | Claude Bony             | LT-LNÉ            | 611          | 1,22         |             |             |  |
|                | Françoise Clément       | LO                | 434          | 0,86         |             |             |  |
|                | Raphaël Russo           | MNR               | 396          | 0,79         |             |             |  |
|                | Eliane Blanquier        | Divers écologiste | 294          | 0,59         |             |             |  |
|                | Nicolas Daure           | Divers            | 285          | 0,57         |             |             |  |
|                | Monique Vabre           | S&P               | 259          | 0,52         |             |             |  |
|                | Érika Attard            | Divers écologiste | 221          | 0,44         |             |             |  |
|                | Nicole Lescure          | Divers écologiste | 193          | 0,38         |             |             |  |
|                | Éric Poirier            | ND                | 104          | 0,21         |             |             |  |
|                |                         |                   |              |              |             |             |  |
| Inscrits       | Inscrits                | Inscrits          | 80 288       | 100,00       | 80 288      | 100,00      |  |
| Abstentions    | Abstentions             | Abstentions       | 28 862       | 35,95        | 30 019      | 37,39       |  |
| Votants        | Votants                 | Votants           | 51 426       | 64,05        | 50 269      | 62,61       |  |
| Blancs et nuls | Blancs et nuls          | Blancs et nuls    | 1 183        | 2,3          | 1 337       | 2,66        |  |
| Exprimés       | Exprimés                | Exprimés          | 50 243       | 97,7         | 48 932      | 97,34       |  |

Le suppléant de Paul-Henri Cugnenc était Élie Aboud, médecin à Béziers.

### Élections de 2007
| Candidat       | Candidat                         | Parti             | Premier tour | Premier tour | Second tour | Second tour |  |
| Candidat       | Candidat                         | Parti             | Voix         | %            | Voix        | %           |  |
| -------------- | -------------------------------- | ----------------- | ------------ | ------------ | ----------- | ----------- |  |
|                | Paul-Henri Cugnenc sortant réélu | UMP               | 22 709       | 46,53        | 27 243      | 57,66       |  |
|                | Eliane Bauduin                   | PS                | 10 711       | 21,95        | 20 004      | 42,34       |  |
|                | Guillaume Vouzellaud             | FN                | 3 924        | 8,04         |             |             |  |
|                | Dominique Canu                   | UDF–MoDem         | 3 320        | 6,8          |             |             |  |
|                | Paul Barbazange                  | PCF               | 2 589        | 5,3          |             |             |  |
|                | Fabienne Broll                   | LCR               | 1 067        | 2,19         |             |             |  |
|                | Patrice Pollet                   | Les Verts         | 1 004        | 2,06         |             |             |  |
|                | Robert Sans                      | CPNT              | 818          | 1,68         |             |             |  |
|                | Caroline Négrier                 | MRC               | 711          | 1,46         |             |             |  |
|                | Gilbert Boussard                 | MPF               | 569          | 1,17         |             |             |  |
|                | Françoise Clément                | LO                | 448          | 0,92         |             |             |  |
|                | Gisèle Morisot                   | MNR               | 242          | 0,5          |             |             |  |
|                | Linda Auteau                     | Divers            | 239          | 0,49         |             |             |  |
|                | Magali Lançon                    | Régionaliste (PO) | 207          | 0,42         |             |             |  |
|                | Nicole Lescure                   | MÉI               | 142          | 0,29         |             |             |  |
|                | Aimé Juncarol                    | Divers            | 71           | 0,15         |             |             |  |
|                | Daniel Heudiard                  | Divers            | 34           | 0,07         |             |             |  |
|                |                                  |                   |              |              |             |             |  |
| Inscrits       | Inscrits                         | Inscrits          | 84 451       | 100,00       | 84 611      | 100,00      |  |
| Abstentions    | Abstentions                      | Abstentions       | 34 624       | 41           | 35 244      | 41,65       |  |
| Votants        | Votants                          | Votants           | 49 827       | 59           | 49 367      | 58,35       |  |
| Blancs et nuls | Blancs et nuls                   | Blancs et nuls    | 1 022        | 2,05         | 2 120       | 4,29        |  |
| Exprimés       | Exprimés                         | Exprimés          | 48 805       | 97,95        | 47 247      | 95,71       |  |

### Élections de 2012
| Candidat       | Candidat             | Parti                             | Premier tour | Premier tour | Second tour | Second tour |  |
| Candidat       | Candidat             | Parti                             | Voix         | %            | Voix        | %           |  |
| -------------- | -------------------- | --------------------------------- | ------------ | ------------ | ----------- | ----------- |  |
|                | Élie Aboud sortant   | UMP                               | 16 901       | 33,62        | 20 655      | 39,80       |  |
|                | Dolorès Roqué élue   | PS (EÉLV)                         | 14 598       | 29,04        | 20 665      | 39,82       |  |
|                | Guillaume Vouzellaud | RBM (FN)                          | 11 329       | 22,54        | 10 572      | 20,37       |  |
|                | Paul Barbazange      | FG (PCF)                          | 3 145        | 6,26         |             |             |  |
|                | Antonio Fulleda      | Divers gauche                     | 1 209        | 2,41         |             |             |  |
|                | André Troise         | Extrême droite (Front de droite)  | 685          | 1,36         |             |             |  |
|                | François Perniola    | CpF (MoDem)                       | 596          | 1,19         |             |             |  |
|                | Florence Brutus      | PRG                               | 593          | 1,18         |             |             |  |
|                | Magali Manus         | MÉI                               | 287          | 0,57         |             |             |  |
|                | Philippe Nas         | AÉI                               | 248          | 0,49         |             |             |  |
|                | Denis Cantournet     | POC                               | 246          | 0,49         |             |             |  |
|                | Nicole Lescure       | AC                                | 162          | 0,32         |             |             |  |
|                | Laurent Gilhodes     | LO                                | 157          | 0,31         |             |             |  |
|                | Natacha Davot        | LdM                               | 109          | 0,22         |             |             |  |
|                | Didier Ribo          | Extrême gauche (Appel de Béziers) | 2            | 0,00         |             |             |  |
|                |                      |                                   |              |              |             |             |  |
| Inscrits       | Inscrits             | Inscrits                          | 86 217       | 100,00       | 86 217      | 100,00      |  |
| Abstentions    | Abstentions          | Abstentions                       | 35 202       | 40,83        | 33 650      | 39,03       |  |
| Votants        | Votants              | Votants                           | 51 015       | 59,17        | 52 567      | 60,97       |  |
| Blancs et nuls | Blancs et nuls       | Blancs et nuls                    | 748          | 1,47         | 675         | 1,28        |  |
| Exprimés       | Exprimés             | Exprimés                          | 50 267       | 98,53        | 51 892      | 98,72       |  |

Le Conseil constitutionnel a annulé les opérations électorales qui se sont déroulées dans la circonscription les 10 et 17 juin 2012 (décision no 2012-4590 AN du 24 octobre 2012). Les juges ont effet constaté 23 procurations irrégulières au second tour, ce qui fausse le scrutin, seules 10 voix séparent les candidats.

### Élection partielle de 2012
Une législative partielle a lieu les 9 et 16 décembre 2012.
| Candidat       | Candidat               | Parti          | Premier tour | Premier tour | Second tour | Second tour |  |
| Candidat       | Candidat               | Parti          | Voix         | %            | Voix        | %           |  |
| -------------- | ---------------------- | -------------- | ------------ | ------------ | ----------- | ----------- |  |
|                | Élie Aboud élu         | UMP            | 15 021       | 42,61        | 20 403      | 61,91       |  |
|                | Dolorès Roqué sortante | PS             | 9 776        | 27,73        | 12 553      | 38,09       |  |
|                | France Jamet           | FN             | 8 240        | 23,37        |             |             |  |
|                | Paul Barbazange        | FG (PCF)       | 1 580        | 4,48         |             |             |  |
|                | Magali Manus           | MÉI            | 286          | 0,81         |             |             |  |
|                | Luc Zénon              | DLR            | 240          | 0,68         |             |             |  |
|                | Maryse Launais         | PT             | 113          | 0,32         |             |             |  |
|                |                        |                |              |              |             |             |  |
| Inscrits       | Inscrits               | Inscrits       | 86 401       | 100,00       | 86 393      | 100,00      |  |
| Abstentions    | Abstentions            | Abstentions    | 50 511       | 58,46        | 51 739      | 59,89       |  |
| Votants        | Votants                | Votants        | 35 890       | 41,54        | 34 654      | 40,11       |  |
| Blancs et nuls | Blancs et nuls         | Blancs et nuls | 634          | 1,77         | 1 698       | 4,9         |  |
| Exprimés       | Exprimés               | Exprimés       | 35 256       | 98,23        | 32 956      | 95,1        |  |

La suppléante d'Élie Aboud était Christine Villeneuve.

### Élections de 2017
Les élections législatives françaises de 2017 ont eu lieu les dimanches 11 et 18 juin 2017
|                                                                          | |                           |                           |                          |                          |
|                                                                          | | Premier tour 11 juin 2017 | Premier tour 11 juin 2017 | Second tour 18 juin 2017 | Second tour 18 juin 2017 |
|                                                                          | |                           |                           |                          |                          |
|                                                                          | | Nombre                    | % des inscrits            | Nombre                   | % des inscrits           |
| Inscrits                                                                 | Inscrits | 91 268                    | 100,00                    | 91 267                   | 100,00                   |
| Abstentions                                                              | Abstentions | 47 846                    | 52,42                     | 49 681                   | 54,43                    |
| Votants                                                                  | Votants | 43 422                    | 47,58                     | 41 586                   | 45,57                    |
|                                                                          | |                           | % des votants             |                          | % des votants            |
| Bulletins blancs                                                         | Bulletins blancs | 653                       | 1,50                      | 2 154                    | 5,18                     |
| Bulletins nuls                                                           | Bulletins nuls | 230                       | 0,53                      | 842                      | 2,02                     |
| Suffrages exprimés                                                       | Suffrages exprimés | 42 539                    | 97,97                     | 38 590                   | 92,80                    |
|                                                                          | |                           |                           |                          |                          |
| Candidat Étiquette politique (partis et alliances)                       | Candidat Étiquette politique (partis et alliances) | Voix                      | % des exprimés            | Voix                     | % des exprimés           |
|                                                                          | |                           |                           |                          |                          |
|                                                                          | Emmanuelle Ménard Front national (Debout la France - Souveraineté, identité et libertés - Centre national des indépendants et paysans - Mouvement pour la France) | 15 061                    | 35,41                     | 20 640                   | 53,49                    |
|                                                                          | Isabelle Voyer La République en marche ! | 10 515                    | 24,72                     | 17 950                   | 46,51                    |
|                                                                          | Élie Aboud (député sortant) Les Républicains (Union des démocrates et indépendants)                                                                               | 7 777                     | 18,28                     |                          |                          |
|                                                                          | David Garcia La France insoumise | 4 212                     | 9,90                      |                          |                          |
|                                                                          | Antonio Fulleda Parti socialiste (Parti radical de gauche - Mouvement républicain et citoyen)                                                                     | 1 998                     | 4,70                      |                          |                          |
|                                                                          | Nicolas Cossange Parti communiste français | 1 377                     | 3,24                      |                          |                          |
|                                                                          | Pierre Verniers Divers (Parti du vote blanc) | 294                       | 0,69                      |                          |                          |
|                                                                          | Jeannick Rolland Écologiste (Alliance écologiste indépendante) | 266                       | 0,63                      |                          |                          |
|                                                                          | Laurent Gilhodes Lutte ouvrière | 234                       | 0,55                      |                          |                          |
|                                                                          | Sébastien Landier Divers (#MaVoix) | 226                       | 0,53                      |                          |                          |
|                                                                          | José Folgado Extrême droite (Union des Patriotes) | 188                       | 0,44                      |                          |                          |
|                                                                          | René Moulin Divers gauche (Nouvelle Donne) | 146                       | 0,34                      |                          |                          |
|                                                                          | Armelle Luigi Divers (Union populaire républicaine) | 139                       | 0,33                      |                          |                          |
|                                                                          | Moïsette Bort Divers gauche (Mouvement des progressistes) | 106                       | 0,25                      |                          |                          |
| Source : Ministère de l'Intérieur - Sixième circonscription de l'Hérault | |                           |                           |                          |                          |

### Élections de 2022
Les élections législatives françaises de 2022 se déroulent les dimanches 12 et 19 juin 2022.
|                                                    |                                                                      |                           |                           |                          |                          |
|                                                    |                                                                      | Premier tour 12 juin 2022 | Premier tour 12 juin 2022 | Second tour 19 juin 2022 | Second tour 19 juin 2022 |
|                                                    |                                                                      |                           |                           |                          |                          |
|                                                    |                                                                      | Nombre                    | % des inscrits            | Nombre                   | % des inscrits           |
| Inscrits                                           | Inscrits                                                             | 93 913                    | 100                       | 93 917                   | 100                      |
| Abstentions                                        | Abstentions                                                          | 51 351                    | 54,68                     | 53 248                   | 56,70                    |
| Votants                                            | Votants                                                              | 42 562                    | 45,32                     | 40 669                   | 43,30                    |
|                                                    |                                                                      |                           | % des votants             |                          | % des votants            |
| Bulletins blancs                                   | Bulletins blancs                                                     | 538                       | 1,26                      | 2286                     | 5,62                     |
| Bulletins nuls                                     | Bulletins nuls                                                       | 207                       | 0,49                      | 787                      | 1,94                     |
| Suffrages exprimés                                 | Suffrages exprimés                                                   | 41 817                    | 98,25                     | 37 596                   | 92,44                    |
|                                                    |                                                                      |                           |                           |                          |                          |
| Candidat Étiquette politique (partis et alliances) | Candidat Étiquette politique (partis et alliances)                   | Voix                      | % des exprimés            | Voix                     | % des exprimés           |
|                                                    |                                                                      |                           |                           |                          |                          |
|                                                    | Emmanuelle Ménard* Divers droite (Rassemblement national)            | 19 136                    | 45,76                     | 26 255                   | 69,83                    |
|                                                    | Magali Crozier-Daniel Nouvelle Union populaire écologique et sociale | 7 131                     | 17,05                     | 11 341                   | 30,17                    |
|                                                    | Mathilde Tastavy La République en Marche                             | 6 530                     | 15,62                     |                          |                          |
|                                                    | Henri Fabre-Luce Reconquête                                          | 3 418                     | 8,17                      |                          |                          |
|                                                    | Florence Brutus Parti radical de gauche                              | 2 607                     | 6,23                      |                          |                          |
|                                                    | Florence Taillade Les Républicains                                   | 936                       | 2,24                      |                          |                          |
|                                                    | Isabelle Noel Droite souverainiste                                   | 550                       | 1,32                      |                          |                          |
|                                                    | Solène Rossard Écologistes                                           | 539                       | 1,29                      |                          |                          |
|                                                    | Sylvie Ferrand Parti animaliste                                      | 431                       | 1,03                      |                          |                          |
|                                                    | Samantha Bernardi Écologie au centre                                 | 363                       | 0,87                      |                          |                          |
|                                                    | Stéphane Karges Parti pirate                                         | 95                        | 0,23                      |                          |                          |
|                                                    | Laurent Gilhodes Lutte ouvrière                                      | 79                        | 0,19                      |                          |                          |
|                                                    | Oscar Essomba Divers droite                                          | 2                         | 0,00                      |                          |                          |
| * Députée sortante                                 |                                                                      |                           |                           |                          |                          |

### Élections de 2024
Députée sortante : Emmanuelle Ménard (Indépendante, élue en 2022 en tant qu'apparentée Rassemblement national).
| Candidat                 | Candidat                   | Parti et coalition       | Nuance                   | Premier tour | Premier tour | Second tour | Second tour |
| Candidat                 | Candidat                   | Parti et coalition       | Nuance                   | Voix         | %            | Voix        | %           |
| ------------------------ | -------------------------- | ------------------------ | ------------------------ | ------------ | ------------ | ----------- | ----------- |
|                          | Julien Gabarron            | RN                       | RN                       | 25 563       | 41,05        | 29 288      | 47,26       |
|                          | Emmanuelle Ménard          | SE                       | DVD                      | 16 968       | 27,25        | 18 091      | 29,19       |
|                          | Magali Crozier             | LFI (NFP)                | UG                       | 13 126       | 21,08        | 14 592      | 23,55       |
|                          | Sarah-Fatima Daudé-Allaoui | HOR (ENS)                | ENS                      | 6 149        | 9,87         |             |             |
|                          | Laurent Gilhodès           | LO                       | EXG                      | 472          | 0,76         |             |             |
|                          |                            |                          |                          |              |              |             |             |
| Votes valides            | Votes valides              | Votes valides            | Votes valides            | 62 278       | 97,95        | 61 971      | 97,27       |
| Votes blancs             | Votes blancs               | Votes blancs             | Votes blancs             | 941          | 1,48         | 1 318       | 2,07        |
| Votes nuls               | Votes nuls                 | Votes nuls               | Votes nuls               | 363          | 0,57         | 419         | 0,66        |
| Total                    | Total                      | Total                    | Total                    | 63 582       | 100          | 63 708      | 100         |
| Abstention               | Abstention                 | Abstention               | Abstention               | 31 359       | 33,03        | 31 278      | 32,93       |
| Inscrits / participation | Inscrits / participation   | Inscrits / participation | Inscrits / participation | 94 941       | 66,97        | 94 986      | 67,07       |

#### Département de l'Hérault
- La fiche de l'INSEE de cette circonscription : « Tableaux et Analyses de la sixième circonscription de l'Hérault », sur insee.fr, site de l'Institut national de la statistique et des études économiques (consulté le 10 juin 2007) [PDF]

- « Tous les députés du département de l'Hérault depuis 1789 », sur assemblee-nationale.fr, site de l'Assemblée nationale française (consulté le 10 juin 2007)

- « Informations contentieuses sur le département de l'Hérault (Élections législatives de 2002) »(Archive.org • Wikiwix • Archive.is • Google • Que faire ?), sur conseil-constitutionnel.fr, site du Conseil constitutionnel (consulté le 13 juin 2007)

#### Circonscriptions en France
- « Carte des circonscriptions législatives en France », sur assemblee-nationale.fr, site de l'Assemblée nationale française (consulté le 10 juin 2007)

- « Résultats électoraux officiels en France »(Archive.org • Wikiwix • Archive.is • Google • Que faire ?), sur interieur.gouv.fr, site du ministère de l'Intérieur (France) (consulté le 13 juin 2007)

- Description et Atlas des circonscriptions électorales de France sur http://www.atlaspol.com, Atlaspol, site de cartographie géopolitique, consulté le 13 juin 2007.